# 阿爾貝托·賈科梅蒂

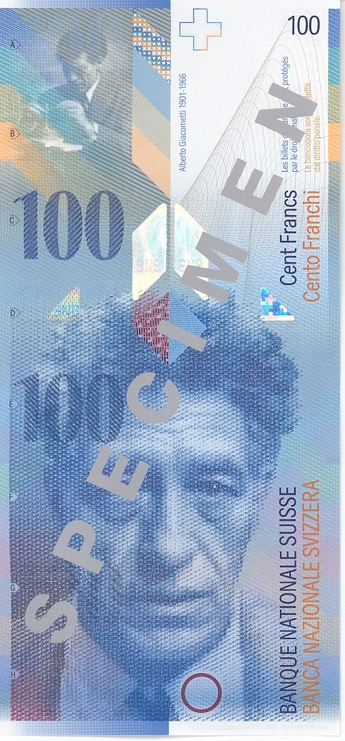
瑞士100法朗紙幣上的賈科梅蒂肖像

阿爾貝托·賈科梅蒂（義大利語：Alberto Giacometti；1901年10月10日—1966年1月1日），瑞士雕塑家。

## 早年生涯
賈科梅蒂出生在一個以印象畫風為主的藝術環境中，他父親本身就是一位有成就的印象派畫家。然而印象畫法始終沒有成為他藝術生涯中主要的影響力。頂多在他二十歲以前，曾畫過一些近點描法的繪畫而已，不過早在他十來歲時，賈科梅蒂對於他將要開闊的藝術世界已有實際的感觸，並在他十七、八歲時，確定了他的縮小性畫法。
賈科梅蒂十九歲來到了義大利，不論在經驗或學習上都有了新的突破。最主要的是他接受了兩種繪畫風格的刺激與比較性的影響：一個是丁托列多，一個是喬托。雖然他曾被丁托列多那炫麗色調大動作的製作所感動，但事實上當他面對喬托時，仍不能不實實在在地向自己證明，他只屬於喬托的同類。
之後，賈科梅蒂二十二歲來到巴黎，全面接觸前衛藝術等新潮流的風氣。儘管他並不被布岱爾瞭解與賞識，但無論如何巴黎自由而開放的藝術風氣對他仍猶如一種精神性的解放，並樂於其中，甚至更形成了一種終身性的影響。當然對他來說，最具影響力的攝取方法有兩種：即立體主義和超現實主義。其中立體主義的作品，諸如《湯匙女人》、《戀人》等。超現實主義的作品，諸如《喉嚨被切掉的女人》，尤其是《看不見的物體》等，都是當時的傑作。

## 逝世
阿爾貝托·賈科梅蒂於1966年因心臟病（心包膜炎）和慢性阻塞性肺病在瑞士庫爾的Kantonsspital醫院去世。他的遺體被運回出生地博爾戈諾沃，並安葬於父母墓地附近。
安妮特·賈科梅蒂無子，成為阿爾貝托·賈科梅蒂財產的唯一持有人。她致力於收集已故丈夫所有作品清單，收集作品產地和製作的相關文件，並致力於打擊日益增多的偽品。1993年她去世後，法國政府成立了賈科梅蒂基金會。
2007年5月，賈科梅蒂遺孀的遺產執行人、前法國外交部長羅蘭·杜馬斯因非法向頂級拍賣師雅克·塔讓出售賈科梅蒂的作品而被判有罪，而塔讓本人也被判有罪。二人均被勒令向阿爾貝托和安妮特·賈科梅蒂基金會支付85萬歐元。

## 作品
2000年11月，賈科梅蒂的青銅雕塑《Grande Femme Debout I》以1,430萬美元的價格售出。2008年5月6日，高古軒畫廊（Gagosian Gallery）在紐約佳士得拍賣會上以2,740萬美元的價格購得了《Grande Femme Debout II》。
真人大小的男子青銅雕塑《L'Homme qui walke I》成為最昂貴的藝術品之一，也是當時拍賣會上售出的最昂貴的雕塑。 2010年2月，它在倫敦蘇富比拍賣會以6,500萬英鎊（1億430萬美元）的價格售出。僅僅三個月後，大型青銅半身像《Grande tête mince》就以5,330萬美元的價格售出。
2015年5月佳士得紐約「展望過去」專場拍賣會上，《指點人》（L'Homme au doigt）以1.26億美元（81,314,455.32英鎊）的價格成交，含佣金1.413億美元。這件作品先前已被同一私人收藏長達45年。截至目前，它是拍賣會上售出的最昂貴的雕塑。
在BBC節目《假貨還是財富》（Fake or Fortune）中展出後，一件名為《凝視的頭像》（Gazing Head）的石膏雕塑於2019年以50萬英鎊的價格售出。
2021年4月，賈科梅蒂的小型青銅雕塑《Nu debout II》（1953年）從日本私人收藏中售出，以150萬英鎊（200萬美元）的價格成交，而估價為80萬英鎊（110萬美元）。